# داودة باه
داودة باه (بالإنجليزية: Dawda Bah)‏ (12 نوفمبر 1983 ببانجول في غامبيا - ) هو لاعب كرة قدم غامبي في مركز الهجوم. شارك مع منتخب غامبيا لكرة القدم. أما مع النوادي، فقد لعب مع كوكولان بالوفيكوت وكووبيون بالوسيورا وميبا ونادي آوغسبورغ ونادي هلسنكي وHawks FC ‏.

## وصلات خارجية
- داودة باه على موقع الاتحاد الدولي (مؤرشف)  (الإنجليزية)
- داودة باه على موقع قاعدة بيانات كرة القدم.إي يو (الإنجليزية)
- داودة باه على موقع ناشيونال فوتبول تيمز (الإنجليزية)
- داودة باه على موقع Soccerway.com (الإنجليزية)
- داودة باه على موقع عالم كرة القدم.نت (الإنجليزية)